# Gabriel Zwilling
Gabriel Zwilling, também chamado de Gabriel Didymus (* por volta de 1487 na cidade de  Annaberg; † 1 de Maio de 1558 na cidade de Torgau), foi um teólogo e reformador luterano alemão.